# Shigang (köpinghuvudort i Kina, Jiangsu Sheng, lat 32,22, long 120,97)
Shigang är en köpinghuvudort i Kina. Den ligger i provinsen Jiangsu, i den östra delen av landet, omkring 210 kilometer öster om provinshuvudstaden Nanjing. Antalet invånare är 61 820. Befolkningen består av 32 899 kvinnor och 28 921 män. Barn under 15 år utgör 7,0 %, vuxna 15-64 år 70 %, och äldre över 65 år 21,0 %.
Runt Shigang är det tätbefolkat, med 709 invånare per kvadratkilometer. Närmaste större samhälle är Jinsha, 17,0 km sydost om Shigang. Trakten runt Shigang består till största delen av jordbruksmark.
Genomsnittlig årsnederbörd är 1 257 millimeter. Den regnigaste månaden är juli, med i genomsnitt 219 mm nederbörd, och den torraste är januari, med 35 mm nederbörd.